# Grand Quartier général des puissances alliées en Europe
Ne doit pas être confondu avec Siège de l'OTAN.
Pour les articles homonymes, voir Grand Quartier général.
Le Grand Quartier général des puissances alliées en Europe (en anglais : Supreme Headquarters Allied Powers Europe, soit le sigle SHAPE, le mot anglais « shape » signifiant « forme » ou « modeler ») est le quartier général du Commandement allié Opérations (en) (ACO) de l'OTAN. Il se situe à Maisières (Mons) en Belgique.
Le commandant suprême des forces alliées en Europe (SACEUR) dirige depuis le SHAPE non seulement l'ACO mais aussi le Commandement des forces des États-Unis en Europe.
L'autre Grand Quartier général de l'OTAN, en Amérique du Nord, est celui du Commandement allié Transformation (ACT) situé au sein de la base navale de Norfolk en Virginie.

## Historique

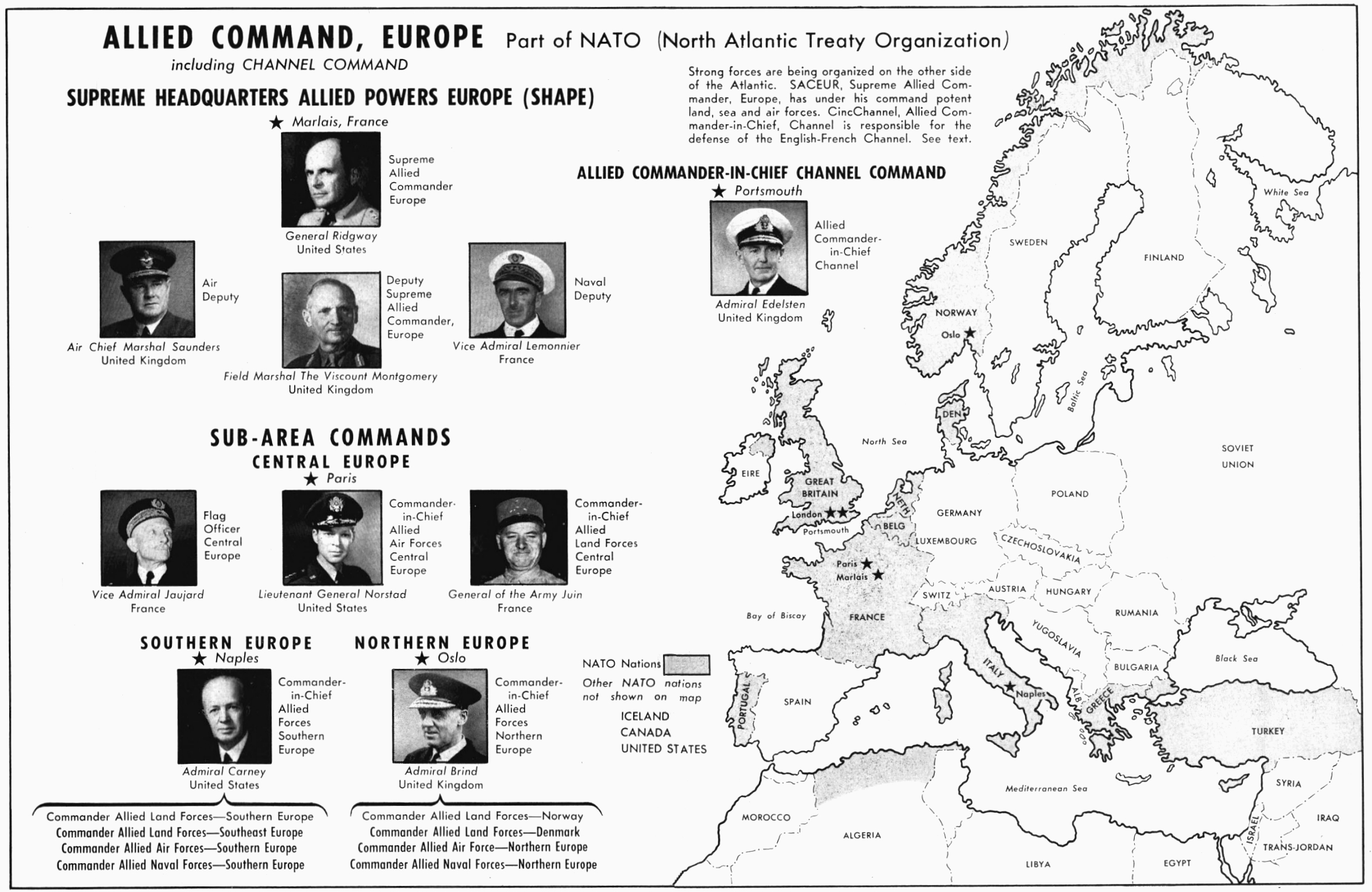
Structure de commandement du commandement allié en Europe en 1952. Les QG sont en Norvège, Royaume-Uni, France et Italie.

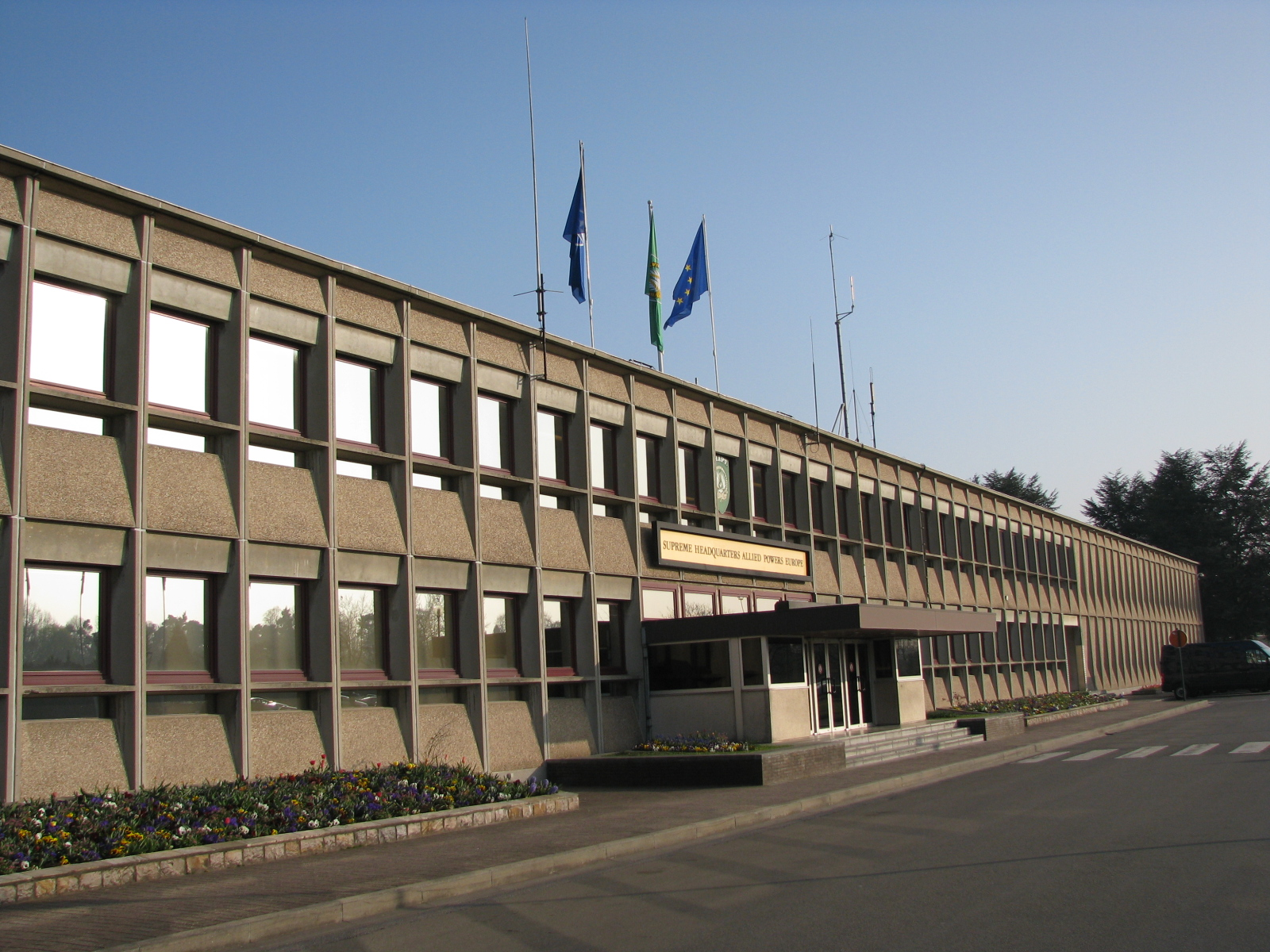
Entrée principale du SHAPE à Mons, 2011.

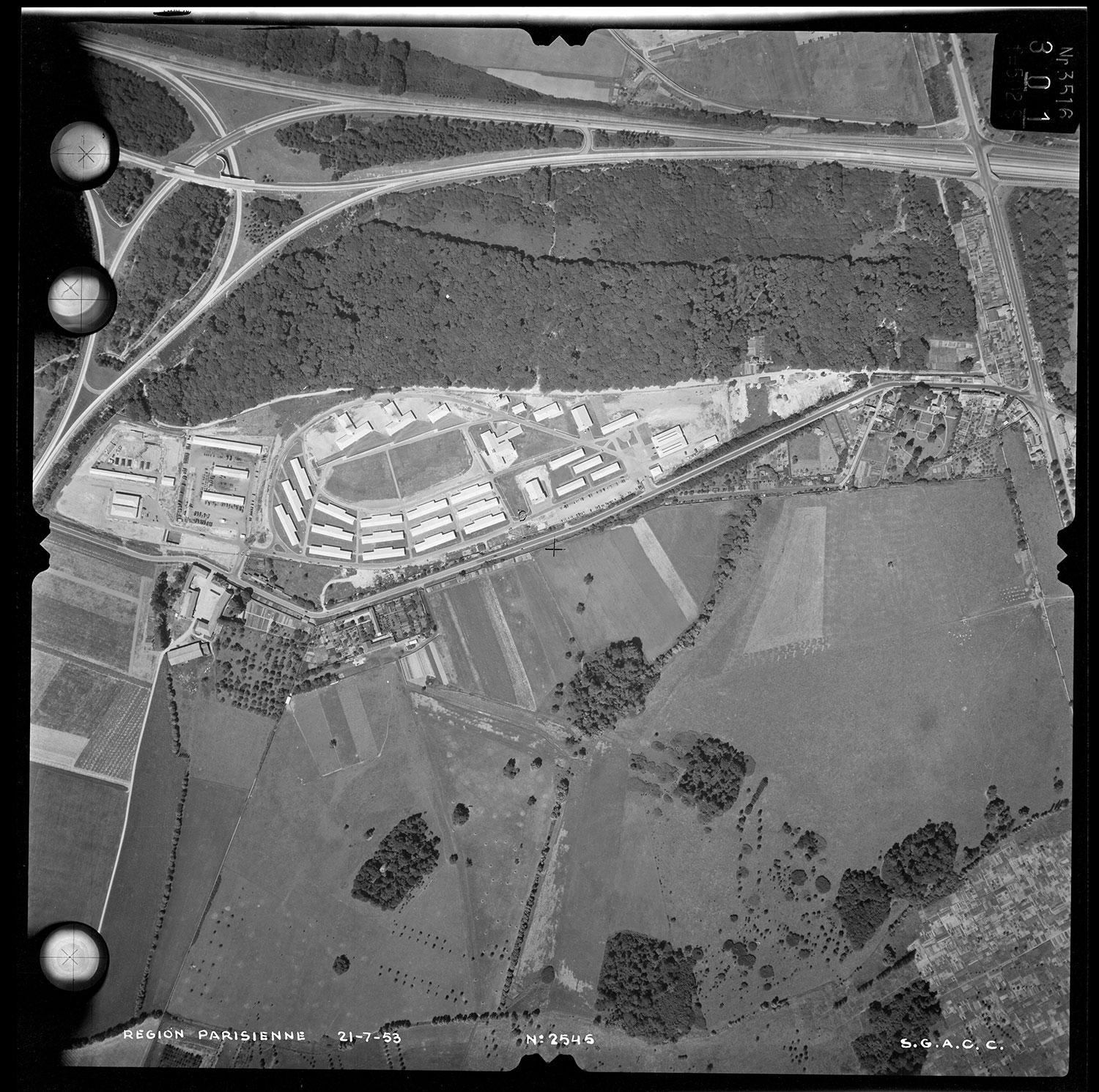
Vue aérienne du Camp de Voluceau à Rocquencourt en 1953

Lorsque le conseil de l'OTAN se réunit à New York le 15 septembre 1950, Paris est choisi comme siège du quartier général, en raison surtout de sa position centrale et de ses excellents moyens de télécommunications.
L'hôtel Astoria situé alors sur l'avenue des Champs-Élysées, près de la place de l'Étoile (ultérieurement occupé par le groupe Publicis) est mis à la disposition du commandement militaire et rapidement aménagé pour recevoir les officiers américains qui doivent constituer le groupe de planning du SHAPE arrivé le 1er janvier 1951 avec à sa tête le général Dwight David Eisenhower. Ils sont bientôt rejoints par les représentants de huit autres pays membres.

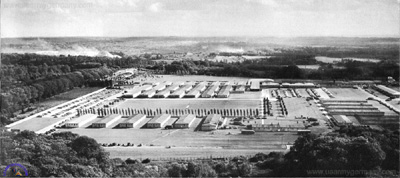
Louveciennes, plaine de Villevert au milieu des années 1960, Quartier Général des Puissances Alliés en Europe (SHAPE).

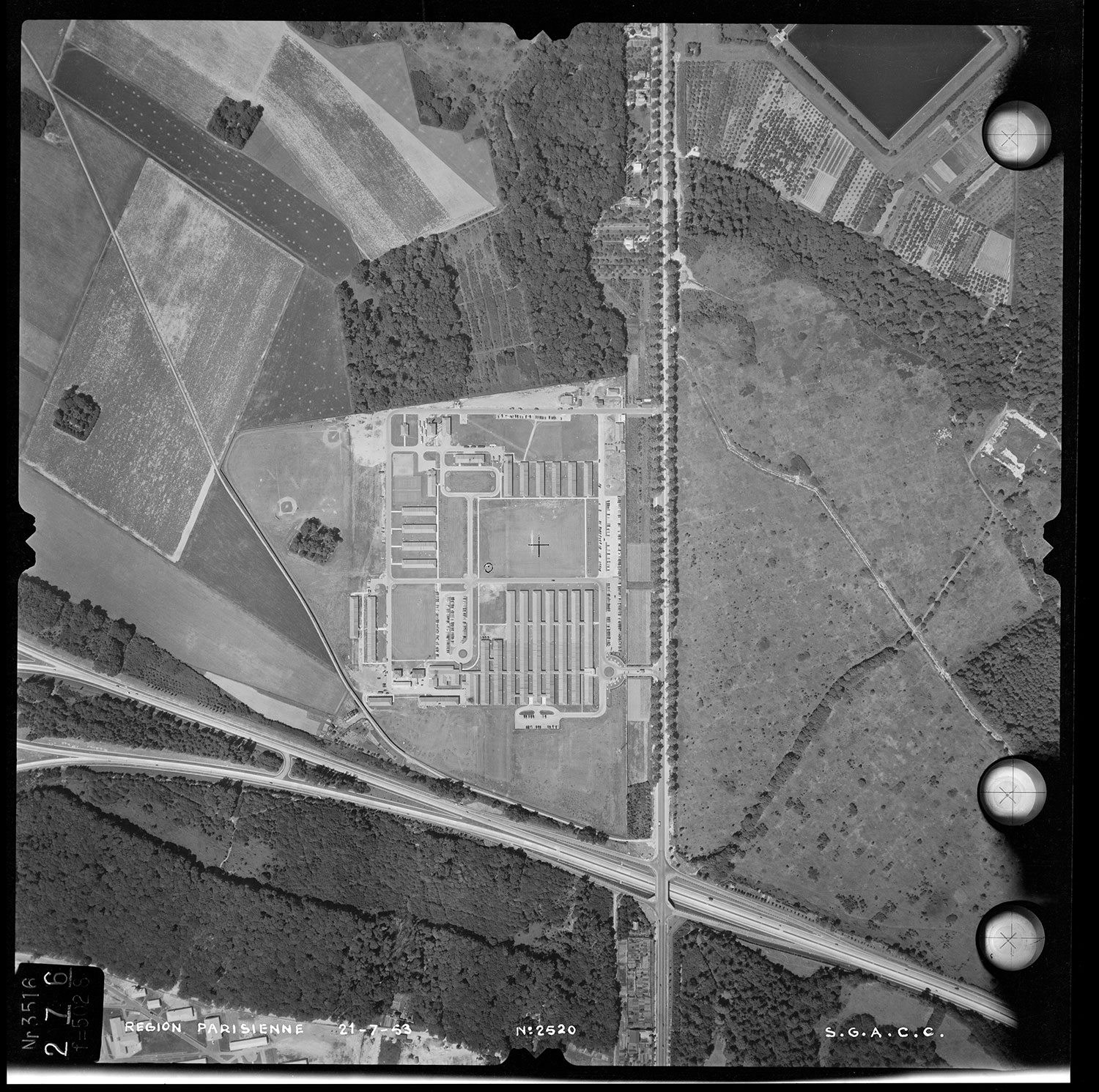
Vue aérienne du SHAPE à Louveciennes en 1953

Le 2 avril 1951, le Grand Quartier général des puissances alliées en Europe commence à fonctionner. Toutefois, l'état-major ne quitte ses quartiers exigus de l'hôtel Astoria qu'au mois de juin. Il s'installe alors dans des bâtiments pré-fabriqués, construits en trois mois environ par le génie militaire français, sur un emplacement situé à Louveciennes (quartier de Villevert en limite de Rocquencourt), dont la France avait fait don à l'OTAN. Il était situé en bordure de la forêt de Marly et à côté de l'autoroute A13 aux coordonnées géographiques 48° 50′ 40,43″ N, 2° 06′ 22,78″ E, de juillet 1951 au 30 mars 1967,,. Il disposait d'un vaste bunker antiatomique de 40 hectares aménagé à partir de 1956 dans une ancienne carrière, sous la forêt de Saint-Germain-en-Laye (la carrière des Champs-Fleuris au Mesnil-le-roi), pouvant accueillir un millier de militaires en totale autonomie. Les travaux sont dirigés par Félix Dumail et Jean Dubuisson, qui réalisent 300 logements du SHAPE Village en un temps record.

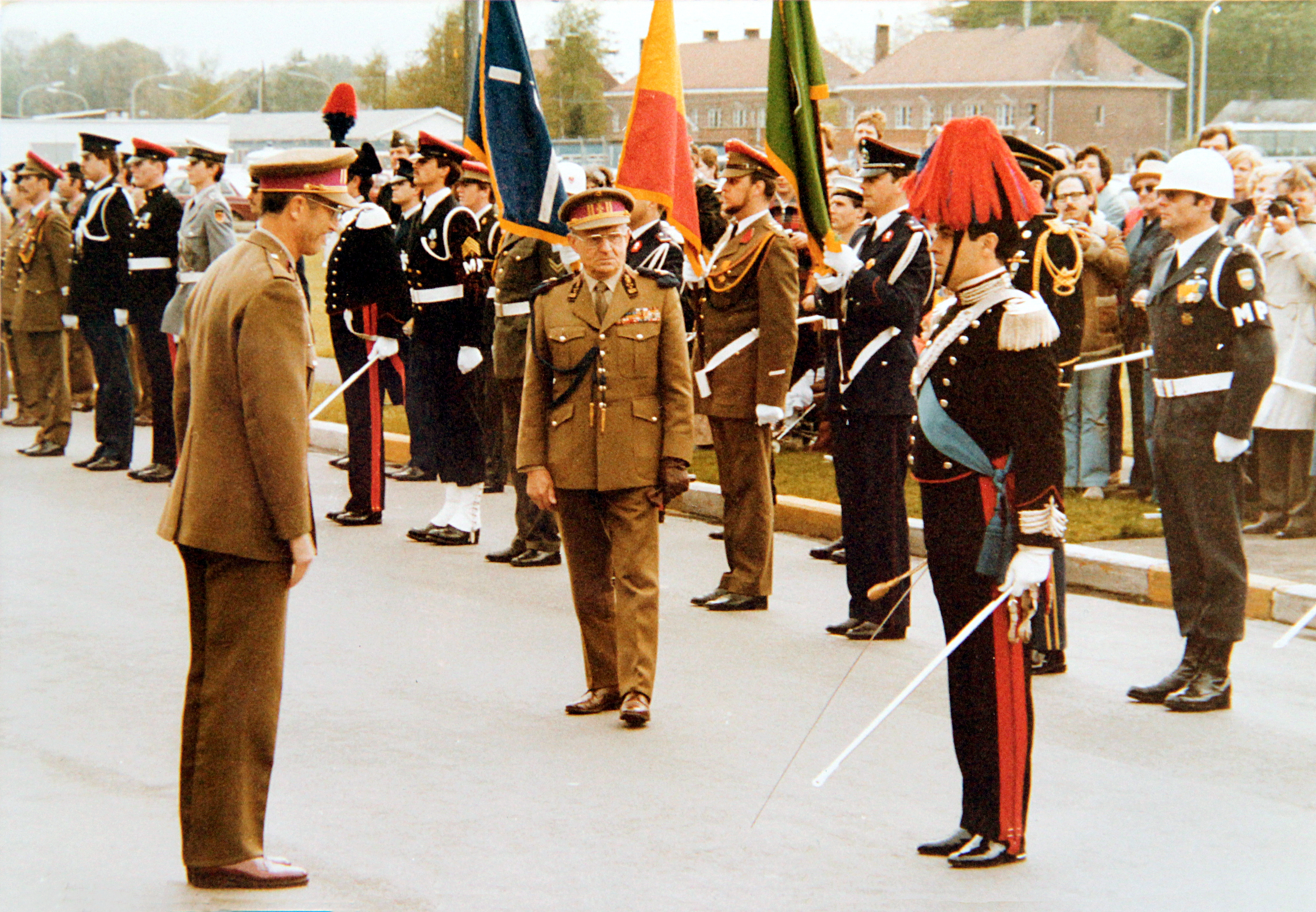
1981 - La garde d'honneur du SHAPE est présentée au roi Baudouin lors de sa visite au Grand Quartier Général des Puissances Alliées en Europe à Maisières (Belgique).

Le Camp Voluceau situé à Rocquencourt hébergeait des militaires américains comme le Camp des Loges à Saint-Germain-en-Laye. Il est actuellement le site de l'INRIA et le siège des services techniques de la brigade de sapeurs-pompiers de Paris.
Sa construction coûta 733 millions de francs français de l'époque et, à son inauguration en 1951, il abritait 183 officiers : 100 Américains, 27 Français, 26 Britanniques, 10 Italiens, 7 Belges, 5 Néerlandais, 3 Danois, 3 Norvégiens et 2 Canadiens.
Le SHAPE peut aussi s'appuyer sur l'expertise de deux centres techniques et de recherche : le Centre technique du SHAPE (ou « STC », basé aux Pays-Bas à La Haye), et le Centre de recherche sous-marine du SACLANT (ou « SACLANTCEN », basé à La Spezia en Italie).
À la suite du retrait de la France du commandement militaire de l'OTAN, il a été déplacé en Belgique, sur le territoire des anciennes communes de Casteau, Maisières et de Masnuy-Saint-Jean où le nouveau SHAPE a été inauguré le 31 mars 1967. Depuis la fusion des communes, tout le territoire du SHAPE fait partie de l'entité de Mons située dans la province de Hainaut en Belgique.
Depuis 1967, une convention a été signée entre le ministère de la Défense nationale belge et le SACEUR, permettant l'utilisation de la base aérienne de Chièvres par le SHAPE. Une grande partie de l'infrastructure — pistes, taxi tracks, aires pour les avions, hangars, etc. — a été financée par l'OTAN. Le reste des infrastructures, considéré comme non éligible au financement en commun par l'OTAN, est dénommé « infrastructure nationale », soit belge soit américaine. En 2008, l'infrastructure de Chièvres est toujours reprise dans l'inventaire OTAN et la base sert d'aéroport au profit du SHAPE, tâche reconnue comme indispensable par l'OTAN.
Au 30 septembre 2002, on recense 796 Américains travaillant au SHAPE dont 566 militaires. Au 30 septembre 2007, on compte 681 militaires, 138 civils et 330 autres membres du personnel soit 1 149 Américains.
En 2003, un membre de la délégation belge de l'OTAN estime qu'il y a environ 25 000 expatriés parmi lesquels un membre du couple travaille pour l'OTAN ou le SHAPE, environ 1 500 Belges directement sous contrat pour ceux-ci et que le budget annuel dépensé en Belgique par ces organismes est de 15 milliards de francs belges.

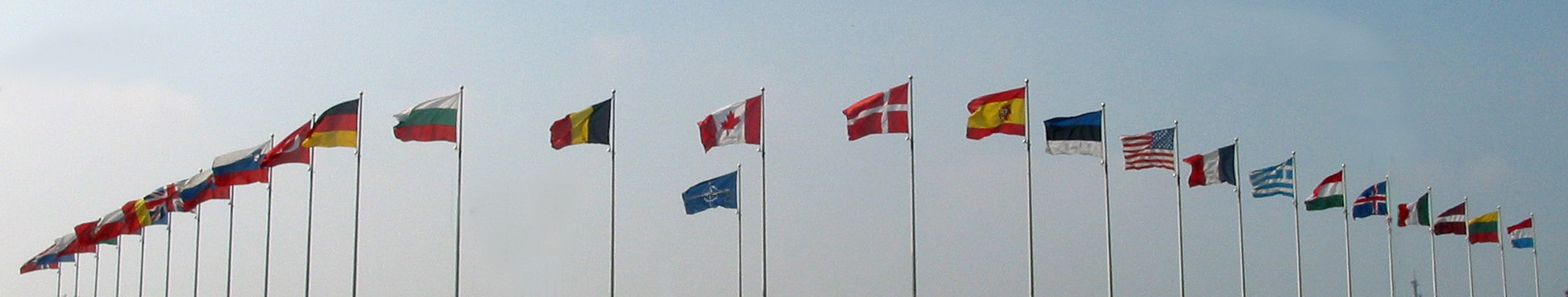
Drapeaux des pays membres de l'OTAN flottant sous le vent juste à l'entrée du SHAPE à Maisières en 2006.

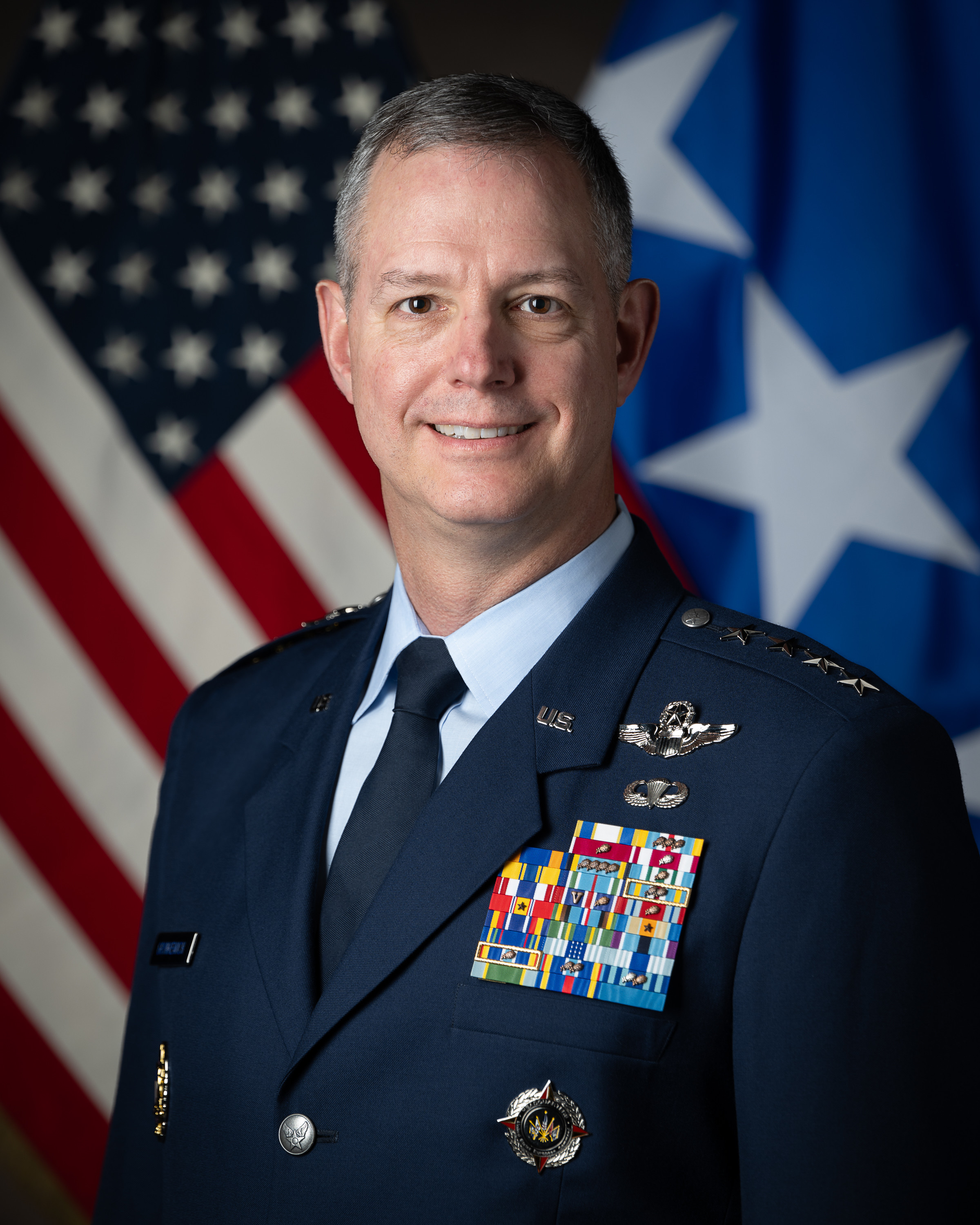
L'actuel SACEUR, le général Alexus Grynkewich.

## Commandant suprême des forces alliées en Europe
La fonction de commandant suprême des forces alliées en Europe (SACEUR) (en anglais Supreme Allied Commander Europe) est assurée traditionnellement depuis le 2 avril 1951 par un général des Forces armées des États-Unis, qui est alors également chargé du commandement des forces des États-Unis en Europe. Le SACEUR est nommé par le président des États‑Unis. Sa nomination est confirmée par le Sénat de ce pays et approuvée par le Conseil de l’Atlantique Nord (organe suprême de décision politique de l’Alliance). La durée du mandat du SACEUR n’est pas définie. Elle varie d'un à huit ans.
Le SACEUR est responsable du commandement général des opérations militaires de l'OTAN et il conduit la planification militaire des opérations ; Dwight D. Eisenhower fut le premier à assurer cette charge jusqu'en 1952. L'actuel SACEUR est depuis le 4 juillet 2022 le général américain Christopher G. Cavoli qui succède au général Tod D. Wolters.
Par ailleurs, le commandant en second (Deputy SACEUR ou DSACEUR) est un Européen : jusqu'en 1966, il s'agissait d’un Français ou d’un Britannique ; depuis 1966, après le retrait de la France du commandement intégré, il s'agit d’un Allemand ou d’un Britannique. Il possède des prérogatives propres de « coordinateur stratégique » avec l'Union européenne ; depuis avril 2020, le DSACEUR est un britannique, le général Tim Radford (British Army officer) (en).

## Structure de commandement en 1982
Le commandement allié en Europe en 1982 est composé de trois commandements subordonnés majeurs, un pour le Nord, le Centre et le Sud de l'Europe, et plusieurs petits commandements. L'un de ses moyens de communication est le réseau de satellites OTAN déployé entre 1970 et 2010 :
- Allied Forces Northern Europe (en), QG Kolsaas, Norvège
  - Allied Forces North Norway (Bodø)
  - Allied Forces South Norway (Oslo)
  - Allied Forces Baltic Approaches (Karup (en))
    - Allied Land Forces, Schleswig-Holstein et Jutland
    - Allied Land Forces, Zealand
    - Allied Air Forces, Approches Baltique
    - Allied Naval Forces, Approches Baltique
- ACE Mobile Force (en), QG Seckenheim, Allemagne de l'Ouest
- United Kingdom Air Forces, QG High Wycombe, Royaume-Uni
- NATO Airborne Early Warning Force, Maisières, Belgique
- Allied Forces Central Europe, QG Brunssum, Pays-Bas
  - Northern Army Group (NORTHAG)
  - Central Army Group (CENTAG)
  -  Allied Air Forces Central Europe (en) Ramstein, Allemagne de l'Ouest
    - Second Allied Tactical Air Force
    - Fourth Allied Tactical Air Force
- Allied Forces Southern Europe, QG Naples, Italie
  - Allied Land Forces Southern Europe, Vérone, Italie
  - Allied Land Forces Southeastern Europe, Izmir, Turquie
  - Allied Air Forces Southern Europe, Naples, Italie
  - Allied Naval Forces Southern Europe, Naples, Italie
    - Maritime Air Forces Mediterranean
    - Submarine Force Mediterranean
    - Naval On-Call Force Mediterranean
    - Commander Western Mediterranean
    - Commander Central Mediterranean
    - Commander Eastern Mediterranean
    - Commander Northeastern Mediterranean

## Structure depuis 2004
En 2008, l’OTAN représente un budget de deux milliards d’euros, plus de 22 000 personnes employées à plein-temps (pour 66 000 hommes en opérations) et près de 320 comités divers.
Depuis une transformation de l'OTAN de 2004 à 2013, le SHAPE n'a que trois états-majors interarmées régionaux :
- Allied Joint Force Command Brunssum (JFC Brunssum) à Brunssum (Pays-Bas)
- Allied Joint Force Command Naples (JFC Naples) à Naples, Italie
  - Multinational Corps Southeast, Sibiu, RO
- Allied Joint Command Lisbon (JC Lisbon) à Oeiras dans la banlieue de Lisbonne (Portugal)

Et six états-majors de composante (air, terre, mer) :
- état-major terre : Heidelberg (Allemagne), Madrid (Espagne)
- état-major air : Izmir (Turquie), Ramstein Air Base (Allemagne)
- état-major mer : Northwood (Royaume-Uni), Naples (Italie)

Cette structure a subi à partir de 2010 une diminution des effectifs de 13 000 à 8 800 personnes et le regroupement de plusieurs états-majors passant le nombre de ceux-ci de 11 à 6.
En 2013, il reste trois états-majors de composante :
- état-major terre : Land Component Command Izmir (LANDCOM), Izmir (Turquie)
- état-major air : Headquarters Allied Air Command (en) (HQ AIRCOM), Ramstein Air Base (Allemagne)[17]
- état-major mer : Allied Maritime Command (en) (MARCOM), Northwood (Royaume-Uni)[18]

## Culture populaire
- La présence du SHAPE à Paris est évoquée dans le 253e des 480 souvenirs cités par Georges Perec dans Je me souviens, ainsi que dans l'album S.O.S. Météores (car du SHAPE évité par le taxi de Mortimer). Le déménagement du SHAPE de France en Belgique est également le point de départ du film Le Cerveau.